# Sumner (Mississippi)
Sumner é uma cidade  localizada no estado americano de Mississippi, no Condado de Tallahatchie.

## Demografia
Segundo o censo americano de 2000, a sua população era de 407 habitantes.
Em 2006, foi estimada uma população de 374, um decréscimo de 33 (-8.1%).

## Geografia
De acordo com o United States Census Bureau tem uma área de
1,5 km², dos quais 1,5 km² cobertos por terra e 0,0 km² cobertos por água.

## Localidades na vizinhança
O diagrama seguinte representa as localidades num raio de 28 km ao redor de Sumner.